# Surinamesiska gerillakriget
Surinamesiska gerillakriget (nederländska: Binnenlandse Oorlog) var ett krig i Surinam, som utkämpades åren 1986-1992 mellan dåvarande arméchefen Dési Bouterse och djungelkommandots ledare Ronnie Brunswijk, hans tidigare livvakt som ursprungligen härstammade från Maroonfolket.
Kriget handlade om makten i Östra Surinam, och kontrollen över kokainhandeln. Kriget fick allvarliga konsekvenser för Maroonfolket (framför allt Ndyuka) och Surinam: byar förstördes, liksom vägar (även stora delar av östra Öst-västliga länken), vattenledningar och kraftledningar, skolor, allmänna byggnader, vårdinrättningar och företag.
De mest intensiva stiderna utkämpades mellan 1986 och 1989. I mars 1991 skrevs freden på i Kourou, och kriget var över den 8 augusti 1992.